# Château du Puch de Gensac
Le château du Puch de Gensac est une maison forte située sur la commune de Pellegrue, dans le département de la Gironde, en France.

## Localisation
Le château se trouve dans l'ouest du territoire communal, à environ 2,5 km du centre de Pellegrue, à l'extrémité d'une petite route menant au Puy de Gensac, prenant naissance sur la route départementale D15 (en direction de Listrac-de-Durèze) et dont la fin est privée.

## Historique
Le petit château bâti au XIIIe siècle a subi d'importants agrandissements au XVIe siècle avec la construction d'un grand corps de logis, d'un donjon à mâchicoulis sur le côté ouest, d'une tour d'escalier polygonale, d'une enceinte fortifiée qui épouse les contours du promontoire rocheux et d'une tour-porte à pont-levis qui donne accès au château. Au XVIIe siècle, de nouveaux bâtiments augmentent le volume du corps de logis. Ultérieurement, de petites dépendances aboutissent à la création d'une petite cour intérieure.

L'édifice a été inscrit au titre des monuments historiques par arrêté du 30 septembre 1994.

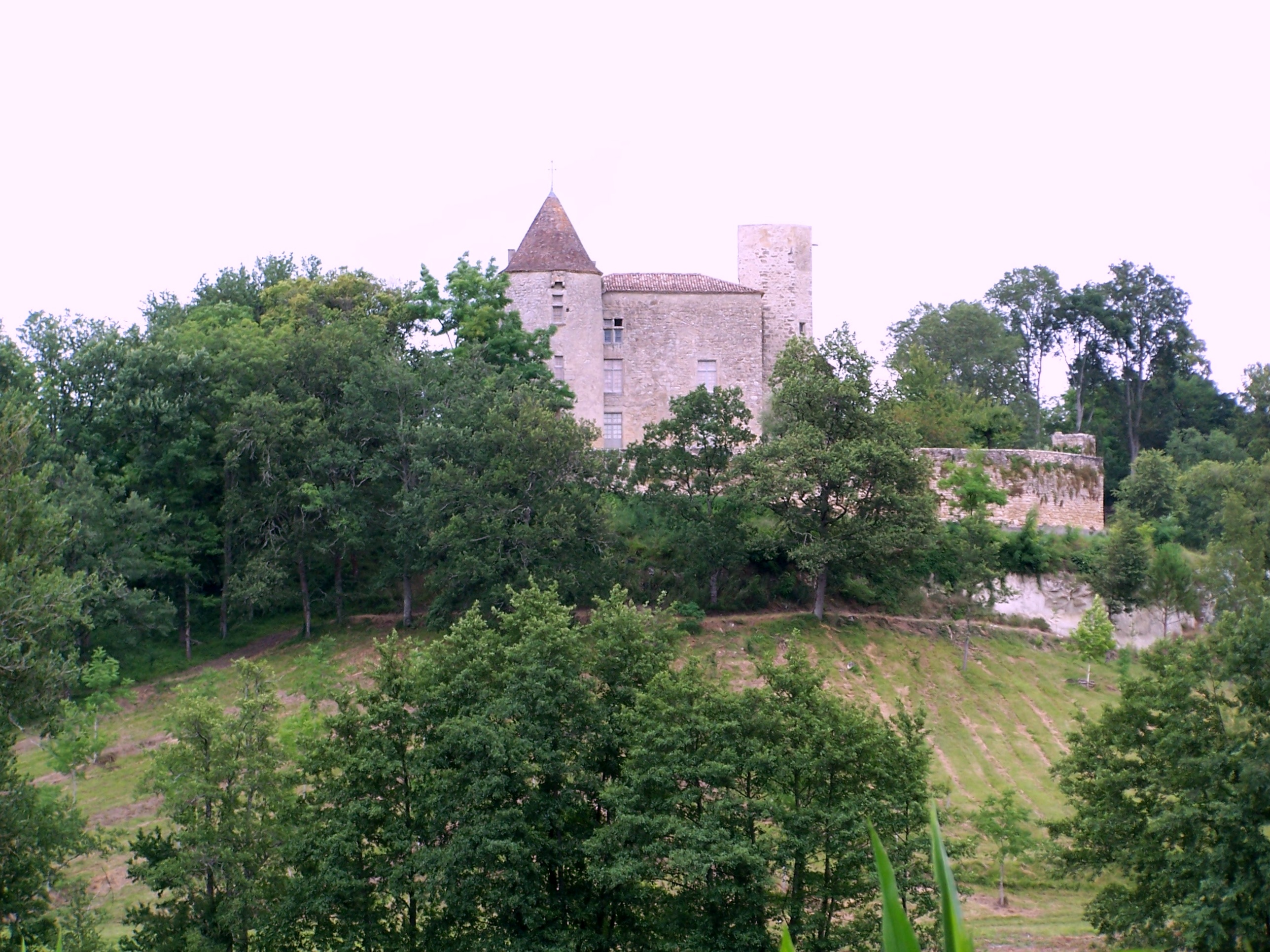
Vue sud-ouest du château sur son promontoire (juil. 2012)
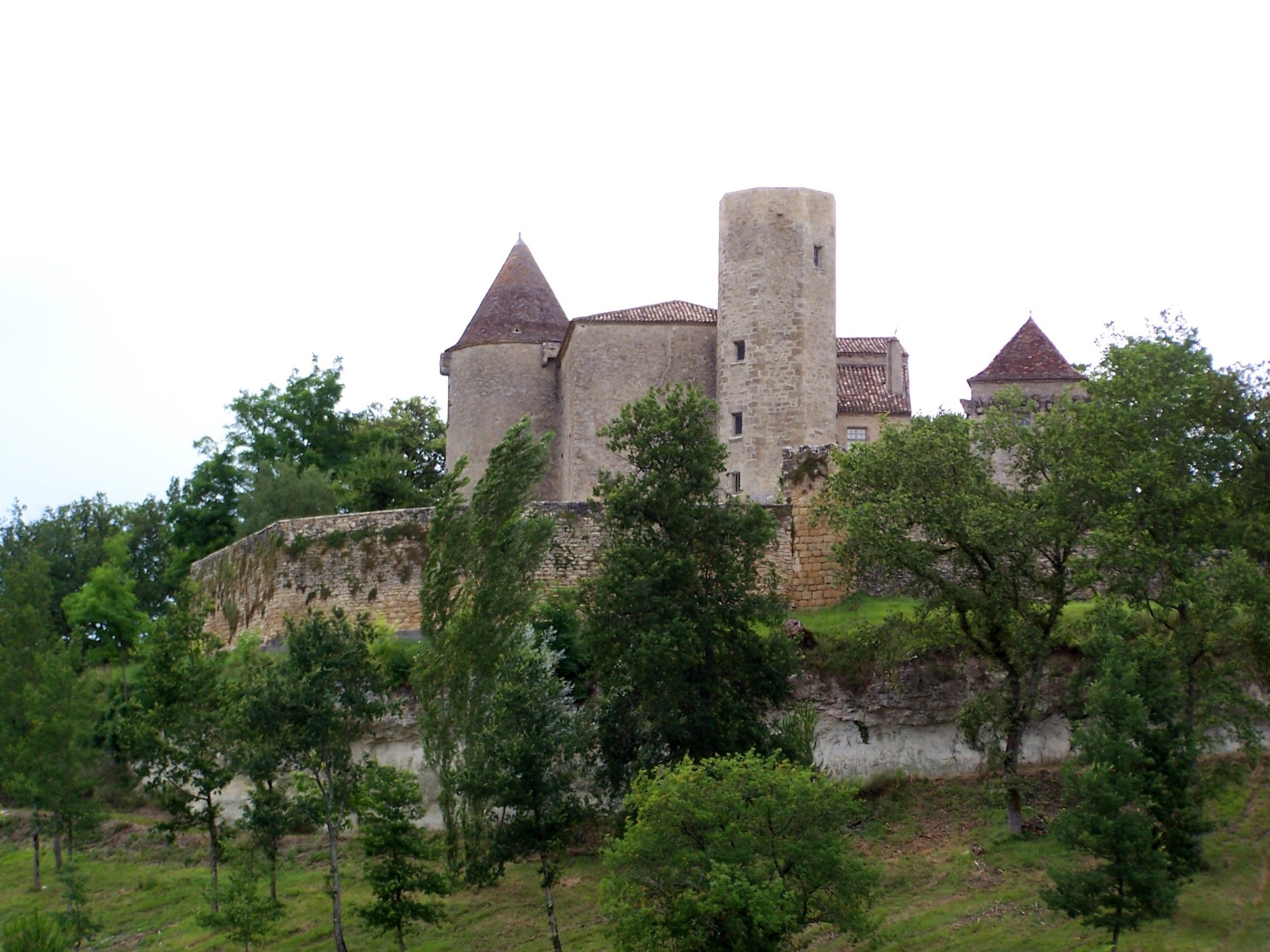
Vue ouest du château (juil. 2012)
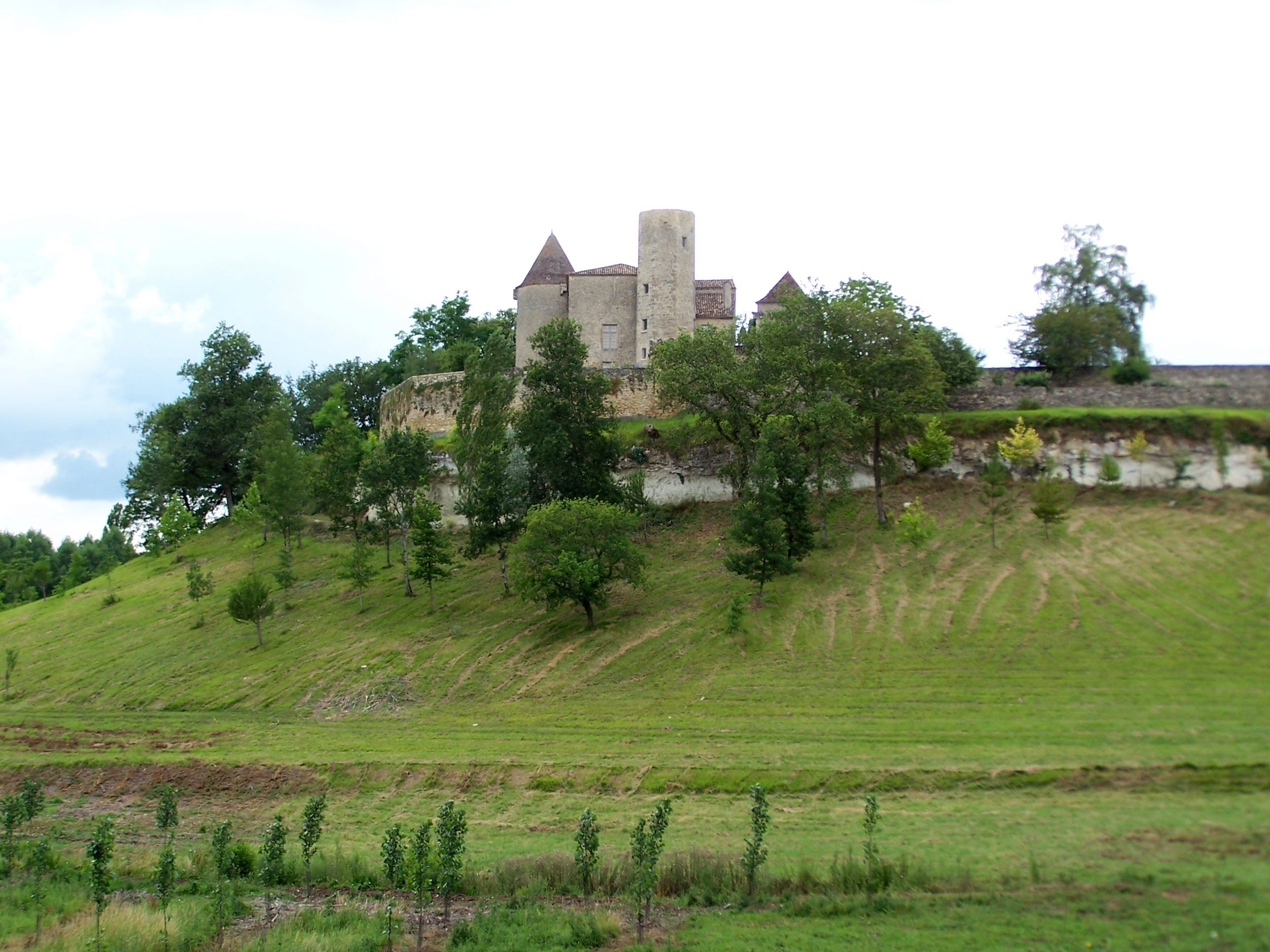
Vue ouest du château sur son promontoire (juil. 2012)
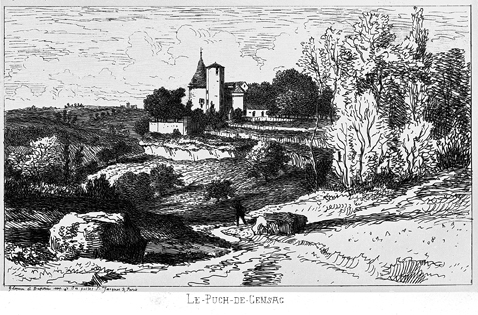
Gravure de Léo Drouyn (1863)